# César Verduga
César Verduga Vélez (Portoviejo, 26 de junio de 1944) es un economista y político ecuatoriano que ocupó en dos ocasiones el puesto de Ministro de Gobierno.

## Biografía
Nació el 26 de julio de 1944 en Portoviejo, provincia de Manabí. Realizó sus estudios secundarios en el Colegio Nacional Vicente Rocafuerte de la ciudad de Guayaquil y los superiores en la Universidad de Chile y en la Universidad Estatal de Moscú, donde obtuvo el título de economista.
Trabajó como docente en la Universidad Nacional del Sur de Bahía Blanca -Argentina- y en la Universidad de Guayaquil. Posteriormente fue director de la Facultad Latinoamericana de Ciencias Sociales y secretario ejecutivo de la Asociación Latinoamericana de Derechos Humanos. También fue asesor del presidente Jaime Roldós Aguilera.
En las elecciones legislativas de 1986 fue elegido diputado nacional en representación de la provincia de Pichincha por el partido Izquierda Democrática. Durante su tiempo en el Congreso fue presidente de la comisión de derechos humanos.
En 1988 fue nombrado Ministro de Trabajo por el presidente Rodrigo Borja Cevallos. El 28 de julio de 1990 pasó a ocupar el Ministerio de Gobierno, cargo que ejerció hasta 1992.
Durante la antesala a las elecciones presidenciales de 1996 se desafilió de la Izquierda Democrática por la negativa de la organización a apoyar al candidato presidencial Rodrigo Paz, del partido Democracia Popular. De la mano de dicho partido fue elegido diputado en representación de Pichincha en las elecciones legislativas del mismo año.
El 12 de febrero de 1997 fue nombrado Ministro de Gobierno por el presidente interino Fabián Alarcón.
A finales de febrero del mismo año fue acusado por el diputado Miguel Lluco, del movimiento Pachakutik, de haber gastado fondos públicos de forma ilegal. Investigaciones posteriores revelaron que Verduga gastó alrededor de 6 millones de dólares en encuestas y estudios, cuyos informes fueron luego incinerados, para conocer su popularidad y la del presidente Alarcón de cara al referendo de ratificación de su mandato y a las elecciones para elegir a los integrantes de la Asamblea Constituyente de 1997. Todas las acusaciones fueron aceptadas por el propio Verduga frente al pleno del Congreso Nacional.
El 4 de abril de 1998 la Corte Suprema de Justicia ordenó su prisión preventiva por los delitos de peculado y enriquecimiento ilícito, pero Verduga escapó del país rumbo a Estados Unidos. En marzo de 1999 fue apresado en México debido al pedido de extradición emitido por Ecuador, pero dos meses después fue liberado y le fue otorgada la nacionalidad mexicana.
En octubre de 2015 el presidente Rafael Correa presentó una serie de grabaciones telefónicas de 1997 en las que el expresidente León Febres-Cordero Ribadeneyra, Jaime Nebot, César Verduga y su hermano Franklin Verduga discutían la asignación de varios puestos públicos en el gobierno interino de Fabián Alarcón, hecho que Correa calificó como prueba de cómo en esos años "se repartía el país".